# Лемківський дзвін
«Лемківський дзвін» — місячник, журнал Організації Оборони Лемківщини. Виходив друком спершу у Філадельфії, а потім у Пассейку, Нью-Джерсі (1936-40). Редактор — Михайло Дудра. Формат журнальний, ілюстрований, мова українська. Друкувалися матеріали на історичні і культурологічні теми, проза, відомості про життя лемків у еміграції. Загалом вийшло друком близько 60 чисел.